# مايك جونسون (سياسي أمريكي)
مايك جونسون (بالإنجليزية: Mike Johnson)‏ هو سياسي أمريكي، ولد في 7 أبريل 1944 في أوكلاهوما سيتي في الولايات المتحدة. حزبياً، نشط في الحزب الجمهوري. وقد انتخب عضو مجلس ولاية أوكلاهوما.